# ترو الشمالية
ترو الشمالية هي مدينة من مدن هايتي. يبلغ عدد سكانها 37,405 نسمة وذلك حسب إحصائيات سنة 2003. يبلغ ارتفاع المدينة عن سطح البحر قرابة 36 متر.

## أعلام
- أوجين جان
- جوفينيل مويس